# Каган-Шабшай, Вера Яковлевна
Вера Яковлевна Каган-Шабшай (1905 — 8 апрель 1988) — советский педагог-хореограф, вторая жена художника-графика Н. Н. Купреянова.

## Биография
Родилась в 1905 году. Отец — Каган-Шабшай, Яков Фабианович (1877—1939) — инженер-электротехник, профессор, коллекционер еврейской живописи.
Окончила Московский государственный техникум имени Луначарского (впоследствии — ГИТИС), Хореографическое отделение техникума имени Луначарского в 1927 году. После этого её приняли в еврейский театр «Фрайкунст», работая в котором она решила возродить еврейский балет и пантомиму. За финансовой поддержкой Вера обратилась к своему отцу, Якову Каган-Шабшаю. А за содействием в прокате программы — к Михаилу Гнесину, председателю Общества еврейской музыки.
Над костюмами и сценографией её спектаклей работали известнейшие художники, музыку писали такие композиторы, как Михаил Гнесин, Александр Крейн, Юлий Энгель (музыкальный критик и сочинитель), — все предприятие субсидировал Яков Фабианович Каган-Шабшай.
Но время, отведенное для жизни еврейского балета и пантомимы в советском обществе, оказалось очень коротким. В 1935 году Советская власть провела очередную «инвентаризацию», которую назвала «Смотром искусства танца». Труппа Веры Шабшай была подвергнута убийственной критике. Шабшай понимала, что никогда больше не поставит еврейский балет, не выйдет на сцену как исполнительница еврейских танцев. Последний вечер еврейского балета в Москве состоялся в школе сценического танца ЦПКиО имени Горького 17 апреля 1935 года. Там в прощальной речи Вера Шабшай подвела итоги своей работы.
Последней её крупной работой была постановка балетной части «Кащея Бессмертного» — спектакля на музыку Римского-Корсакова, премьера которого состоялась 1 августа 1936 года на «Острове танца» в Москве (был такой остров на Голицынских прудах). Оперную часть «Кащея» поставил Е. Яворский. Дальнейшая жизнь Веры Шабшай — это борьба за элементарное выживание: она вела кружки́, помогала художественной самодеятельности. Под конец жизни дело воссоздания еврейского танца, как эстафетную палочку, подхватила её дочь Наталья.
В годы репрессий Шабшай была арестована. Но просидела в Бутыркой тюрьме всего неделю.
Умерла 8 апреля 1988 года.

## Семья
- Купреянов, Николай Николаевич (1894—1933) — муж.
- Сын Яков Николаевич Купреянов (1932 - 2006 гг).
- Внук Павел Яковлевич Купреянов род. 22.11.1976 г.
- Лев Моисеевич Закс Второй муж (1907 - 1998 г.).  Похоронен Химкинское кладбище.  Родился на Украине, в Полтавской губернии. В 1932 г. окончил Государственный электромашиностроительный институт. После его окончания работал на ряде приборостроительных предприятий, преподавал в МВТУ им. Н.Э. Баумана. Кандидат технических наук. Автор 20 печатных работ и изобретений.
- Каган-Шабшай Наталья Львовна  — дочь Веры Яковлевны (и внучка Якова Каган-Шабшая), муж которой — Куманин Владимир Игоревич – инженер-металлург, профессор.
- Куманин Андрей Владимирович (род. 1961) —   Москва, Улица Маркса - Энгельса Дом 7/ 10, кв. 14. Внук Веры Яковлевны (правнук Якова Каган-Шабшая и сын её дочери Натальи Львовны)  — специалист по художественной ковке металла.

Дочь и внук — Наталья Львовна Каган-Шабшай и Андрей Куманин — ныне живут в Израиле.

### Интересные факты
- На деньги, полученные Верой от продажи картин Марка Шагала, она повезла свою дочь Наталью в Прибалтику — учиться испанским танцам, ибо там доживала свою жизнь танцовщица, некогда учившаяся этому искусству в Париже.

## Память
Фотографии сцен из постановок Веры Каган-Шабшай входили в экспозицию «В начале было тело (Искусство движения в Москве. 20-е годы)», которая проходила в Риме с 16 марта по 30 апреля 1999 года.